# Venstrepopulisme
Venstrepopulisme er en politisk ideologi, der kombinerer venstreorienteret politik med populistisk retorik og populistiske emner. Venstrepopulistisk retorik består ofte af anti-elitære følelser, modstand mod systemet og et forsvar for "almindelige mennesker". Vigtige temaer for venstrepopulister omfatter normalt antikapitalisme, social retfærdighed, pacifisme og anti-globalisering, hvorimod henvisning til klassesamfund eller socialistisk teori ikke er så vigtig som for de traditionelle venstrefløjspartier. Kritikken af kapitalisme og globalisering er ofte knyttet til en anti-amerikanisme, som er blevet stærkere blandt venstrepopulister som følge af USA's militære operationer, især i Mellemøsten. Venstrepopulismen hvilker typisk på egalitære idealer. Nogle forskere har beskæftiget sig med nationalistiske venstreorienterede populistiske bevægelser, f.eks. Kemalismen i Tyrkiet. For venstrepopulistiske partier, der støtter mindretalsrettigheder, har udtrykket "inklusiv populisme" været anvendt.
Fremkomsten af det græske Syriza og det spanske parti Podemos under den europæiske gældskrise har medført øget debat om den nye venstrepopulisme i Europa.
Demokratiforskeren lektor Mogens Herman Hansen har karakteriseret partierne Femstjernebevægelsen i Italien og Podemos i Spanien samt de tidligere latinamerikanske præsidenter Hugo Chávez i Venezuela og Evo Morales i Bolivia som venstrepopulistiske. Derimod opfatter han ikke det græske parti Syriza som egentlig populistisk, selvom det ofte betegnes som sådant.